# Garganvillar
Garganvillar è un comune francese di 632 abitanti situato nel dipartimento del Tarn e Garonna nella regione dell'Occitania.
Il territorio comunale è bagnato dalle acque del fiume Gimone.

## Storia

### Simboli
Lo stemma di Garganvillar è stato ideato dal fotografo Patrick Bacqué.
La Croce occitana evoca la Linguadoca; la merlatura del capo ricorda che il paese è stato un'antica bastide; le conchiglie di San Giacomo sono un omaggio al santo titolare della chiesa parrocchiale; il leone è simbolo della regione della Lomagne.

## Società

### Evoluzione demografica
Abitanti censiti